# Ronde van Italië 2011/Vijfde etappe
De vijfde etappe van de Ronde van Italië 2011 werd op 11 mei 2011 verreden. Het was een heuvelachtige rit over een afstand van 201 km tussen Piombino en Orvieto.

## Verloop van de etappe
Na het overlijden van Wouter Weylandt besliste het team Leopard-Trek de wedstrijd te staken. Ook Tyler Farrar, die een persoonlijke vriend en stadsgenoot was van de overleden renner, besloot niet meer aan de start te komen. Voor de etappe werd er een minuut stilte gehouden.
Al vroeg ontsnapte de Zwitser Martin Kohler uit het peloton, hij kreeg een maximale voorsprong van elf minuten. Deze voorsprong werd gestaag kleiner en bij de Strade Bianchi was de voorsprong van Kohler nog maar vier minuten.
Op de Strade Bianchi werd het peloton door een valpartij uit elkaar getrokken en er ontstond een kopgroep, met daarbij drie Rabobank-renners: Bram Tankink, Pieter Weening en Steven Kruijswijk. Tijdens de afdaling van de Croce di Fighine, een van de grintwegen in het parcours, gingen Tankink en Dario Cataldo op jacht naar de koploper. Cataldo viel echter en Tankink kreeg materiaalpech.
Vervolgens ontsnapte de andere Rabobank-renner Pieter Weening samen met John Gadret van AG2R-La Mondiale. Het lukte deze twee wel om bij de Martin Kohler te komen. Eenmaal bij de koploper ging Pieter Weening alleen aan de haal en liep veertig seconden uit.
Hij doorstond de muur goed en kwam als eerste boven, dit met hulp van zijn ploeggenoten Kruijswijk en Tankink, die het het peloton lastig maakten om in te lopen. Aan de finish had Weening nog acht seconden voorsprong. Dankzij de bonificatie werd hij ook de nieuwe klassementsleider.
Daarnaast pakte Steven Kruijswijk ook nog de witte trui van het jongerenklassement.
In de finale kwam de Rabobank-renner Tom-Jelte Slagter nog zwaar ten val. Hij liep daarbij een oogkasbreuk en een hersenschudding op en werd in een hospitaal opgenomen.

## Uitslagen
| Piombino - Orvieto 201 km |                     |                           |          |
| Plaats                    | Naam                | Ploeg                     | Tijd     |
| Winnaar                   | Pieter Weening      | Rabobank                  | 5u54'49" |
| 2                         | Fabio Duarte        | Geox-TMC                  | + 0'08"  |
| 3                         | José Serpa          | Androni Giocattoli        | z.t.     |
| 4                         | Christophe Le Mével | Team Garmin-Cervélo       | z.t.     |
| 5                         | Oscar Gatto         | Farnese Vini-Neri Sottoli | z.t.     |
| 6                         | Vincenzo Nibali     | Liquigas-Cannondale       | z.t.     |
| 7                         | Alberto Contador    | Saxo Bank-SunGard         | z.t.     |
| 8                         | Michele Scarponi    | Lampre-ISD                | z.t.     |
| 9                         | Joaquim Rodríguez   | Team Katusha              | z.t.     |
| 10                        | Roman Kreuziger     | Astana                    | z.t.     |
|                           |                     |                           |          |
| 34                        | Kevin Seeldraeyers  | Quick·Step                | + 0'34"  |

| Algemeen klassement |                     |                     |           |
| Plaats              | Naam                | Ploeg               | Tijd      |
| Roze trui           | Pieter Weening      | Rabobank            | 14u49'33" |
| 2                   | Marco Pinotti       | Team HTC-High Road  | + 0'02"   |
| 3                   | Kanstantsin Siwtsow | Team HTC-High Road  | z.t       |
| 4                   | Christophe Le Mével | Team Garmin-Cervélo | + 0'05"   |
| 5                   | Pablo Lastras       | Team Movistar       | + 0'22"   |
| 6                   | Vincenzo Nibali     | Liquigas-Cannondale | + 0'24"   |
| 7                   | Michele Scarponi    | Lampre-ISD          | + 0'26"   |
| 8                   | Steven Kruijswijk   | Rabobank            | + 0'28"   |
| 9                   | Alberto Contador    | Saxo Bank-SunGard   | + 0'30"   |
| 10                  | José Serpa          | Androni Giocattoli  | + 0'33"   |
|                     |                     |                     |           |
| 29                  | Kevin Seeldraeyers  | Quick·Step          | + 1'12"   |

## Nevenklassementen
| Puntenklassement |                     |                     |        |
| Plaats           | Naam                | Ploeg               | Punten |
| Rode trui        | Alessandro Petacchi | Lampre-ISD          | 28     |
| 2                | Christophe Le Mével | Team Garmin-Cervélo | 26     |
| 3                | Pieter Weening      | Rabobank            | 25     |
|                  |                     |                     |        |
| 18               | Jan Bakelants       | Omega Pharma-Lotto  | 11     |

| Bergklassement |                     |                     |        |
| Plaats         | Naam                | Ploeg               | Punten |
| Groene trui    | Martin Kohler       | BMC Racing Team     | 10     |
| 2              | Gianluca Brambilla  | Colnago-CSF Inox    | 8      |
| 3              | Christophe Le Mével | Team Garmin-Cervélo | 4      |
|                |                     |                     |        |
| 10             | Bart De Clercq      | Omega Pharma-Lotto  | 2      |

| Jongerenklassement |                    |                |           |
| Plaats             | Naam               | Ploeg          | Tijd      |
| Witte trui         | Steven Kruijswijk  | Rabobank       | 15u00'01" |
| 2                  | Fabio Duarte       | Geox-TMC       | + 0'15"   |
| 3                  | Peter Kennaugh     | Sky ProCycling | + 0'22"   |
|                    |                    |                |           |
| 7                  | Kevin Seeldraeyers | Quick Step     | + 0'44"   |

| Ploegenklassement |               |           |
| Plaats            | Ploeg         | Tijd      |
| 1                 | Team Movistar | 44u17'26" |
| 2                 | Astana        | + 0'18"   |
| 3                 | Geox-TMC      | + 0'34"   |

1e etappe ·
2e etappe ·
3e etappe ·
4e etappe ·
5e etappe ·
6e etappe ·
7e etappe ·
8e etappe ·
9e etappe ·
10e etappe ·
11e etappe ·
12e etappe ·
13e etappe ·
14e etappe ·
15e etappe ·
16e etappe ·
17e etappe ·
18e etappe ·
19e etappe ·
20e etappe ·
21e etappe
Startlijst · Eindstanden · Afbeeldingen